# Baya Jurquet
Baya Jurquet, née le 9 avril 1920 à Alger, Algérie et morte le 7 juillet 2007 à Marseille, est une militante féministe, antiraciste et anticolonialiste. Elle œuvre pour l'émancipation des femmes en Algérie. Elle milite pour la défense et la promotion du droit à l'autodétermination des peuples et contre le colonialisme en Algérie. 

## Biographie

### Enfance et adolescence
Née en 1920, en Algérie française, elle dispose dès lors de la nationalité française, obtenue par son père en vertu du décret Clémenceau, en tant que blessé de la grande guerre. Scolarisée grâce à la persévérance de son père, à l'école française jusqu'à 11 ans, elle devient Baya Allaouchiche, à 14 ans, par mariage coutumier avec un cousin, Salah, de 4 ans son aîné, dont elle aura trois enfants (dont un meurt très tôt). Une de ses premières luttes en tant que femme est de se défaire d'un homme auquel elle est mariée de force. Baya mène très tôt une vie  de luttes, pour l'égalité entre femmes et hommes, pour l'indépendance de l'Algérie et pour un monde  plus équitable selon son credo communiste. 

## Parcours politique
Membre du Parti communiste algérien (PCA) clandestin, elle milite pour le droit des femmes algériennes, puis pour l'Indépendance. Secrétaire de l'Union des femmes d'Algérie, elle représente son pays lors des nombreuses conférences internationales des femmes communistes (elle est, notamment, la première Algérienne à se rendre en Chine en 1949), de 1941 à 1942 elle assure la liaison avec les députés communistes français alors internés par le gouvernement de Vichy (Prison d'El Harrach/Maison Carrée). Elle continue son combat antifasciste aux côtés des alliés après le débarquement en Afrique du Nord. Pendant la révolution de libération nationale du peuple algérien, dès 1955, elle organise des manifestations de femmes de détenus et elle est emprisonnée en France, en 1956. En effet, en 1956 à Genève, les autorités françaises lui interdisent de retourner à Alger. Elle s'établit alors à Marseille, qu'elle ne quitte plus. Elle n'abandonne pas pour autant la lutte pour l'Algérie indépendante, notamment en servant de relais au FLN et de soutien aux militants français engagés aux côtés des combattants algériens (elle organise les campagnes de soutien à Iveton et Maillot qu'elle connut personnellement).
Lorsqu'elle se retrouve à Marseille, en 1956, elle continue ses combats de militante pour l’indépendance algérienne avec le FLN.
Elle rencontre le fondateur Parti communiste marxiste-léniniste de France Jacques Jurquet, lui-même auteur anticolonialiste et antiraciste, en 1959, et devient sa compagne.
Elle participe activement à mai 1968, puis œuvre à la destruction des bidonvilles et à la défense des immigrés marseillais contre le Front national. Lors de la guerre civile algérienne des années 1990, elle organise des structures d'accueil à Marseille pour les orphelins communistes. Elle est élue secrétaire générale de l’Union des femmes d’Algérie en 1949 et membre du comité central du Parti communiste Algérien (PCA). Elle mobilise des publics variés en kabyle, arabe et français, elle reste en contact avec le FLN.
Elle se rapproche de La Cimade et organise avec le pasteur Gourdol, l'accompagnement vers la Suisse d'enfants de parents algériens tués ou disparus, où les volontaires les recueillent. Elle soutient activement les familles de bidonvilles de la Timone, de Sainte-Marthe pendant que les hommes sont détenus en prison.
À partir des années 1970, elle devient membre du bureau national du Mouvement contre le racisme et pour l'amitié entre les peuples (MRAP), responsabilité qu'elle assume pendant plus de 20 ans. Elle devient présidente du MRAP de Marseille, et présidente de l'Union des femmes algériennes.
Baya et Jacques Jurquet, ont reçu chez eux, pendant la guerre d'Algérie, les mères et les fiancées des soldats emprisonnés parce qu'ils refusaient de combattre contre le peuple algérien.
Baya a apporté un soutien aux prisonniers communistes des Baumettes à Marseille, usant parfois de stratagèmes pour pénétrer dans la prison.
- En 1979 : elle publie un roman L'oued en crue, ou la vie d'une mère algérienne, aux éditions du Centenaire, elle reçoit un prix de jury (présidé par Kateb Yacine).
- En 1984, le 9 juin, le Code de la famille algérien (arabe : قانون الأسرة), adopté par l'Assemblée populaire nationale, regroupe les règles qui déterminent les relations familiales en Algérie. Il inclut des éléments de la charia soutenue par des islamistes et par des conservateurs. Elle fait partie des féministes qui ont contesté ce code dont Louisa Hanoune, Fettouma Ouzeguène, Akila Ouared, Zhor Zerari, Zohra Drif, avocate et sénatrice. La même année elle collabore avec Stéphane Hessel, ambassadeur de France, à l'association pour la cohabitation des communautés et la Coopération Internationale.
- En 1987, elle lutte contre le Front national en participant au regroupement « Marseille Fraternité ».
- En 1993, elle crée, avec Zazi Sadou, le Rassemblement pour l'Algérie des femmes démocrates[6] (RAFD qui signifie refus) ONG Féministe laïque[7]. Leur première action a été d’aller manifester devant le siège de la présidence de la République habillées de cibles. Les femmes du mouvement accueillaient les femmes et enfants victimes du terrorisme intégriste. Le RAFD appartient au réseau de solidarité « Femmes sous lois musulmanes » (RSLM)[8]
- En 1995 elle est aux côtés de la fédération comorienne pour organiser la manifestation de masse[Où ?] après l'assassinat d'Ibrahim Ali (assassiné à 17 ans par des racistes).
- En 2004, elle reçoit des mains de Gisèle Halimi, la décoration de chevalière de l'ordre national du Mérite pour ses luttes en faveur des droits des femmes et des enfants.
- En 2007, elle participe avec Jacques Jurquet, son mari, à la rédaction de Femmes algériennes de la Kahina au code de la Famille. Elle aura lutté inlassablement contre le code de la famille algérien en demandant son abrogation. Elle meurt cette année-là d'une crise cardiaque.